# اف‌ام‌ای ای‌ئی‌سی.۲
اف‌ام‌ای ای‌ئی‌سی. ۲ FMA AeC.2 یک هواپیمای چندمنظوره سبک بود در اوایل دهه ۱۹۳۰ در آرژانتین ساخته شد، این هواپیما همچینین برای کاربری‌های آموزشی و شناسایی و با نام‌های ای‌ئی‌ام‌ئی. ۱، ای‌ئی‌ام‌او. ۱، ای‌ئی‌ام‌اوئی. ۱ و ای‌ئی‌ام‌اوئی. ۲ نیز تولید شد.

## توسعه
طراحی از ای‌ئی‌سی. ۱ ریشه گرفته شده بود، اما به جای یک کابین محصور، دارای دو کابین باز در پشت سر هم بود. فقط دوفروند از گونه ای‌ئی‌سی. ۲‌های غیرنظامی ساخته شد، اما به دنبال آن هفت فروند از گونه آموزشی ای‌ئی‌ام‌ئی. ۱ تولید شدند. که شش فروند از هواپیماهای ای‌ئی‌ام‌ئی. ۱، به علاوه یک فروند ای‌ئی‌سی. ۲به عنوان بخشی از گُردان هوایی خورشید می (به اسپانیایی: Sol de Mayo) "" در یک تور تبلیغاتی طولانی در برزیل شرکت داشتند.

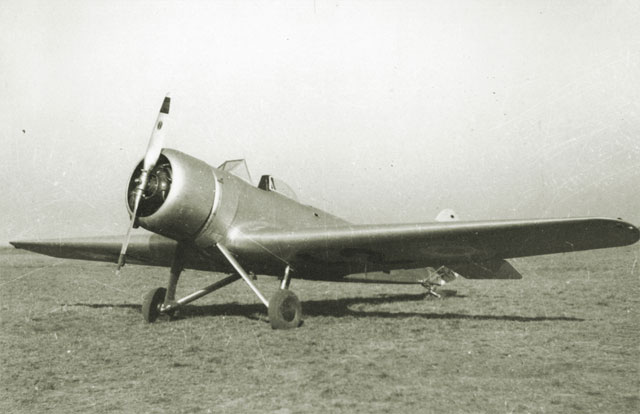
هواپیمای آموزشی و شناسایی ای‌ئی‌ام‌اوئی. ۱

درسال ۱۹۳۴ نسخه ای بازبینی شده ای‌ئی‌ام‌او. ۱، به عنوان یک هواپیمای شناسایی توسعه یافت، ۴۱ فروند از این مدل پس از ژوئیه همان سال تولید شد، برخی از آنها مجهز به یک قبضه
تیربار ۰٫۳۰۳ ویکرز در کابین خلبان کارآموز بودند و برخی نیز با دو قبضه تیربار  هماهنگ شده با گام ملخ در جلوی بدنه مسلح بودند.
شش فروند ای‌ئی‌ام‌اوئی .۱ برای آموزش خلبانان و کادر پرواز برای هواپیماهای شناسایی تولید شد، که عموماً از نظر طراحی مشابه با گونه قبلی بودند، اما دارای پوشان ناکا بروی موتور بودند، و سپس نسخه نهایی ای‌ئی‌ام‌اوئی .۲ در سال ۱۹۳۷ پا به عرصه گذاشت که ۶۱ فروند از آن تولید شد.

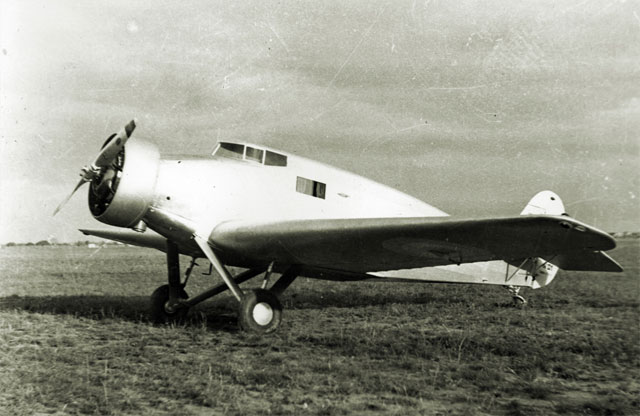
نمونه اولیه آمبولانس هوایی ای‌ئی‌ام‌اواس .۱

همچنین بر اساس ای‌ئی‌ام‌اوئی .۱، یک فروند ای‌ئی‌ام‌اواس .۱ توسعه یافت که یک گونه آمبولانس هوایی با یک کابین بسته بود که می‌توانست چهار برانکارد و یک پرستار را حمل کند.

## گونه‌ها
- ای‌ئی‌سی. ۲ (Civil): 
گونه‌غیرنظامی (۲ فروند تولید شد)
- ای‌ئی‌ام‌ئی. ۱ (به اسپانیایی: Militar de Entrenamiento) :
 گونه آموزشی نظامی (۷ فروند تولید شد)
- ای‌ئی‌ام‌او. ۱ (به اسپانیایی: Militar de Observación) :
هواپیمای شناسایی نظامی (۴۱ فروند تولید شد)
- ای‌ئی‌ام‌اوئی. ۱ (به اسپانیایی: Militar de Observación y Entrenamiento) :
 هواپیمای آموزشی و شناسایی نظامی (۶ فروند تولید شد)
- ای‌ئی‌ام‌اوئی. ۲ 
 هواپیمای آموزشی و شناسایی نظامی (۱۴ فروند تولید شد)
- ای‌ئی‌ام‌اس. ۱ (به اسپانیایی: Militar Sanitario) :
آمبولانس هوایی نظامی (۱ فروند تولید شد)

## مشخصات (ای‌ئی‌ام‌اوئی. ۱)
ویژگی‌های عمومی
- خدمه: دو، مربی خلبان و خلبان کارآموز
- طول: ۷٫۹۰ متر (۲۵ فوت ۱۱ اینچ)
- پهنای بال: ۱۲٫۰۰ متر (۳۹ فوت ۴ اینچ)
- ارتفاع: ۲٫۷۰ متر (۸ فوت ۱۰ اینچ)
- مساحت بال‌ها: ۱۶٫۹ متر مربع (۱۸۲ فوت مربع)
- وزن خالی: ۶۵۰ کیلوگرم (۱٬۴۳۰ پوند)
- وزن ناخالص: ۱٬۱۳۰ کیلوگرم (۲٬۴۹۰ پوند)
- پیشرانه: ۱ عدد  موتور شعاعی هفت سیلندر هواخُنَک رایت آر-۷۶۰، ۱۸۰ کیلووات (۲۴۰ اسب بخار)

عملکرد
- حداکثر سرعت: ۲۲۰ کیلومتر بر ساعت (۱۴۰ مایل بر ساعت، ۱۲۰ گره)
- بُرد: ۱٬۵۰۰ کیلومتر (۹۳۰ مایل، ۸۱۰ مایل دریایی)
- حداکثر ارتفاع: ۵٬۰۰۰ متر (۱۶٬۴۰۰ فوت)
- نرخ صعود: ۴٫۲ متر بر ثانیه (۸۲۰ فوت بر دقیقه)